# Flaten Station (Skreiabanen)
|  | Ikke at forveksle med Flaten Station på Arendalsbanen. |
Flaten Station (Flaten stasjon eller Flaten holdeplass) var en jernbanestation, der lå i Flaten i Vestre Toten kommune på Skreiabanen i Norge. Stationen blev åbnet 20. juni 1929 som et af fem nye trinbrætter, da Skreiabanen blev omstillet til drift med motorvogne. Den blev nedlagt allerede 9. juni 1947. Den lå 2,30 km fra banens udgangspunkt, Reinsvoll Station.